# Линдквист, Стуре
Стуре Линдквист (швед. Sture Lindqvist, 10 ноября 1910 — 1978) — шведский шахматист. Входил в число сильнейших шахматистов Швеции 1930—1950-х гг. Участник официальных и неофициальных чемпионатов Швеции. Известен, главным образом, тем, что в составе сборной Швеции принимал участие в шахматной олимпиаде 1950 г. (был запасным). Набрал 2 очка в 5 партиях (победа над датчанином Х. Нильсеном, 2 поражения, 2 ничьи).